# Komisariat Straży Celnej „Chośnica”

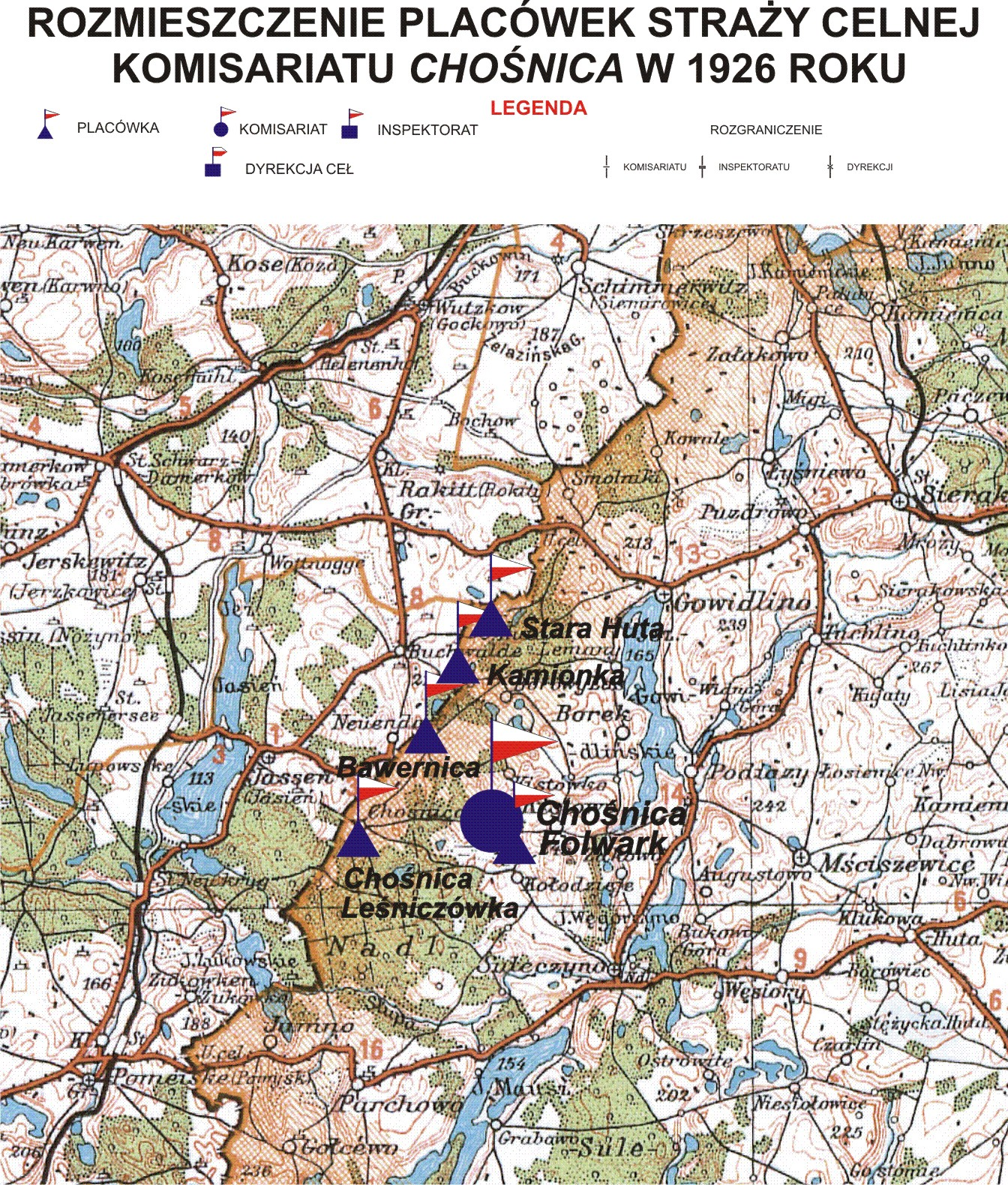
Rozmieszczenie placówek Straży Celnej Komisariatu Chośnica

Komisariat Straży Celnej „Chośnica” – jednostka organizacyjna Straży Celnej pełniąca służbę ochronną na granicy polsko-niemieckiej w latach 1921–1928.

## Formowanie i zmiany organizacyjne
Na wniosek Ministerstwa Skarbu, uchwałą z 10 marca 1920 roku, powołano do życia Straż Celną. Od połowy 1921 roku jednostki Straży Celnej rozpoczęły przejmowanie odcinków granicy od pododdziałów Batalionów Celnych. W 1921 roku w Gowidlinie stacjonował sztab 1 kompanii 3 batalionu celnego. 1 kompania celna wystawiła między innymi placówki na terenie przyszłego komisariatu SC „Chośnica”. Proces tworzenia Straży Celnej trwał do końca 1922 roku. Komisariat Straży Celnej „Chośnica”, wraz ze swoimi placówkami granicznymi, wszedł w podporządkowanie Inspektoratu Straży Celnej „Kościerzyna”.
W drugiej połowie 1927 roku przystąpiono do gruntownej reorganizacji Straży Celnej. W praktyce skutkowało to rozwiązaniem tej formacji granicznej. Rozporządzeniem Prezydenta Rzeczypospolitej Polskiej Ignacego Mościckiego z 22 marca 1928 roku w jej miejsce powoływano z dniem 2 kwietnia 1928 roku Straż Graniczną.
Rozkazem nr 2 z 19 kwietnia 1928 roku w sprawach organizacji Pomorskiego Inspektoratu Okręgowego dowódca Straży Granicznej gen. bryg. Stefan Pasławski powołał komisariat Straży Granicznej „Sierakowice” z podkomisariatem „Sulęszyn”, który przejął ochronę granicy od rozwiązywanego komisariatu Straży Celnej. 

## Służba graniczna
Sąsiednie komisariaty
- komisariat Straży Celnej „Sierakowice”  ⇔ komisariat Straży Celnej „Lipusz” − 1926

## Funkcjonariusze komisariatu
Obsada personalna w 1926:
- kierownik komisariatu – komisarz Stefan Łuczak
- pomocnik kierownika komisariatu – podkomisarz Tadeusz Chmielewski

## Struktura organizacyjna
Organizacja komisariatu w 1926 roku:
- komenda – Chośnica Folwark
- placówka Straży Celnej „Chośnica Leśniczówka”
- placówka Straży Celnej „Chośnica Folwark”
- placówka Straży Celnej „Bawernica”
- placówka Straży Celnej „Kamionka”
- placówka Straży Celnej „Stara Huta”